# Primera División 1994/95
Die Primera División 1994/95 war die 64. Spielzeit der höchsten spanischen Fußballliga. Sie startete am 4. September 1994 und endete am 18. Juni 1995.
Real Madrid wurde zum 26. Mal spanischer Meister.

## Vor der Saison
- Als Titelverteidiger ging der 14-malige Meister FC Barcelona ins Rennen. Letztjähriger Vizemeister wurde Deportivo La Coruña.
- Aufgestiegen aus der Segunda División sind Espanyol Barcelona, Betis Sevilla und SD Compostela.

## Vereine
| Verein              | Stadt                  | Stadion                           |
| ------------------- | ---------------------- | --------------------------------- |
| Albacete Balompié   | Albacete               | Estadio Carlos Belmonte           |
| FC Barcelona        | Barcelona              | Camp Nou                          |
| Espanyol Barcelona  | Barcelona              | Estadi Sarrià                     |
| Athletic Bilbao     | Bilbao                 | Estadio San Mamés                 |
| Sporting Gijón      | Gijón                  | El Molinón                        |
| Deportivo La Coruña | La Coruña              | Estadio Riazor                    |
| CD Logroñés         | Logroño                | Estadio Las Gaunas                |
| Real Madrid         | Madrid                 | Estadio Santiago Bernabéu         |
| Atlético Madrid     | Madrid                 | Estadio Vicente Calderón          |
| Real Oviedo         | Oviedo                 | Estadio Carlos Tartiere           |
| Real Sociedad       | San Sebastián          | Estadio Anoeta                    |
| CD Teneriffa        | Santa Cruz de Tenerife | Estadio Heliodoro Rodríguez López |
| Racing Santander    | Santander              | Campos de Sport de El Sardinero   |
| SD Compostela       | Santiago de Compostela | Estadio Multiusos de San Lázaro   |
| Real Saragossa      | Saragossa              | La Romareda                       |
| Betis Sevilla       | Sevilla                | Estadio Benito Villamarín         |
| FC Sevilla          | Sevilla                | Estadio Ramón Sánchez Pizjuán     |
| FC Valencia         | Valencia               | Estadio Mestalla                  |
| Real Valladolid     | Valladolid             | Estadio José Zorrilla             |
| Celta Vigo          | Vigo                   | Estadio Balaídos                  |

## Abschlusstabelle
| Pl. | Verein                 | Sp. | S  | U  | N  | Tore    | Diff. | Punkte |
| --- | ---------------------- | --- | -- | -- | -- | ------- | ----- | ------ |
| 1.  | Real Madrid            | 38  | 23 | 9  | 6  | 076:290 | +47   | 55:21  |
| 2.  | Deportivo La Coruña    | 38  | 20 | 11 | 7  | 068:320 | +36   | 51:25  |
| 3.  | Betis Sevilla (N)      | 38  | 15 | 16 | 7  | 046:250 | +21   | 46:30  |
| 4.  | FC Barcelona (M)       | 38  | 18 | 10 | 10 | 060:450 | +15   | 46:30  |
| 5.  | FC Sevilla             | 38  | 16 | 11 | 11 | 055:410 | +14   | 43:33  |
| 6.  | Espanyol Barcelona (N) | 38  | 14 | 15 | 9  | 051:350 | +16   | 43:33  |
| 7.  | Real Saragossa (P)     | 38  | 18 | 7  | 13 | 071:470 | +24   | 43:33  |
| 8.  | Athletic Bilbao        | 38  | 16 | 10 | 12 | 039:420 | −3    | 42:34  |
| 9.  | Real Oviedo            | 38  | 13 | 13 | 12 | 045:420 | +3    | 39:37  |
| 10. | FC Valencia            | 38  | 13 | 12 | 13 | 053:480 | +5    | 38:38  |
| 11. | Real Sociedad          | 38  | 12 | 14 | 12 | 056:440 | +12   | 38:38  |
| 12. | Racing Santander       | 38  | 13 | 10 | 15 | 042:470 | −5    | 36:40  |
| 13. | Celta Vigo             | 38  | 11 | 14 | 13 | 036:480 | −12   | 36:40  |
| 14. | Atlético Madrid        | 38  | 13 | 9  | 16 | 056:540 | +2    | 35:41  |
| 15. | CD Teneriffa           | 38  | 13 | 9  | 16 | 057:570 | ±0    | 35:41  |
| 16. | SD Compostela (N)      | 38  | 11 | 12 | 15 | 044:560 | −12   | 34:42  |
| 17. | Albacete Balompié 1    | 38  | 10 | 14 | 14 | 044:610 | −17   | 34:42  |
| 18. | Sporting Gijón         | 38  | 8  | 12 | 18 | 042:670 | −25   | 28:48  |
| 19. | Real Valladolid 1      | 38  | 8  | 9  | 21 | 025:630 | −38   | 25:51  |
| 20. | CD Logroñés            | 38  | 2  | 9  | 27 | 015:790 | −64   | 13:63  |

Platzierungskriterien: 1. Punkte – 2. Direkter Vergleich (Punkte, Tordifferenz, geschossene Tore) – 3. Tordifferenz – 4. geschossene Tore

| (M) | amtierender Meister              |
| (P) | amtierender Pokalsieger          |
| (N) | Neuaufsteiger der letzten Saison |

## Kreuztabelle
| 1994/95             | Real Madrid | Deportivo La Coruña | Betis Sevilla | FC Barcelona | FC Sevilla | Espanyol Barcelona | Real Saragossa | Athletic Bilbao | Real Oviedo | FC Valencia | Real Sociedad | Racing Santander | Celta Vigo | Atlético Madrid | CD Teneriffa | SD Compostela | Albacete Balompié | Sporting Gijón | Real Valladolid | CD Logroñés |
| ------------------- | ----------- | ------------------- | ------------- | ------------ | ---------- | ------------------ | -------------- | --------------- | ----------- | ----------- | ------------- | ---------------- | ---------- | --------------- | ------------ | ------------- | ----------------- | -------------- | --------------- | ----------- |
| Real Madrid         |             | 2:1                 | 0:2           | 5:0          | 2:0        | 1:0                | 3:0            | 4:0             | 2:0         | 3:1         | 0:0           | 3:1              | 4:0        | 4:2             | 4:2          | 1:1           | 0:0               | 4:0            | 1:0             | 2:0         |
| Deportivo La Coruña | 0:0         |                     | 2:0           | 1:0          | 5:1        | 1:1                | 3:3            | 0:0             | 2:2         | 3:1         | 3:1           | 3:0              | 1:2        | 0:1             | 4:1          | 1:0           | 2:1               | 2:1            | 4:0             | 5:0         |
| Betis Sevilla       | 0:0         | 0:0                 |               | 1:1          | 2:1        | 3:1                | 0:1            | 0:0             | 0:0         | 1:1         | 0:0           | 2:0              | 1:1        | 2:0             | 3:0          | 1:0           | 4:1               | 5:0            | 1:2             | 1:0         |
| FC Barcelona        | 1:0         | 1:1                 | 1:1           |              | 0:1        | 3:0                | 3:0            | 1:0             | 1:0         | 0:0         | 1:1           | 2:1              | 1:1        | 4:3             | 1:0          | 4:0           | 0:1               | 3:1            | 4:1             | 3:0         |
| FC Sevilla          | 1:4         | 0:0                 | 0:1           | 4:2          |            | 3:0                | 2:1            | 0:0             | 1:1         | 1:1         | 2:0           | 1:3              | 2:3        | 2:2             | 1:2          | 3:0           | 0:2               | 5:1            | 1:0             | 1:0         |
| Espanyol Barcelona  | 1:2         | 1:0                 | 0:0           | 0:0          | 2:2        |                    | 2:0            | 3:1             | 4:2         | 5:0         | 0:0           | 2:0              | 0:0        | 2:0             | 0:0          | 2:0           | 5:1               | 1:1            | 3:0             | 2:0         |
| Real Saragossa      | 3:2         | 1:0                 | 3:0           | 2:1          | 0:1        | 1:0                |                | 1:4             | 2:1         | 2:2         | 1:1           | 1:1              | 4:0        | 3:1             | 2:2          | 5:3           | 1:0               | 3:2            | 1:0             | 3:0         |
| Athletic Bilbao     | 1:1         | 0:2                 | 1:0           | 0:2          | 0:2        | 1:3                | 1:0            |                 | 1:0         | 2:1         | 0:0           | 2:0              | 1:1        | 3:1             | 3:2          | 1:0           | 1:2               | 2:0            | 1:1             | 1:0         |
| Real Oviedo         | 3:2         | 2:0                 | 0:0           | 0:0          | 1:0        | 3:0                | 2:1            | 1:1             |             | 1:0         | 3:0           | 3:1              | 2:2        | 1:0             | 1:2          | 2:2           | 1:3               | 1:0            | 1:0             | 1:0         |
| FC Valencia         | 1:2         | 1:2                 | 2:1           | 1:2          | 0:1        | 0:0                | 3:0            | 3:1             | 1:0         |             | 4:2           | 1:1              | 1:0        | 0:0             | 2:1          | 4:1           | 3:3               | 0:0            | 3:0             | 3:0         |
| Real Sociedad       | 1:1         | 1:3                 | 1:1           | 1:1          | 0:0        | 2:0                | 1:2            | 5:0             | 3:1         | 0:2         |               | 0:1              | 2:3        | 3:1             | 5:2          | 1:1           | 2:0               | 2:2            | 3:0             | 6:0         |
| Racing Santander    | 3:1         | 1:2                 | 0:0           | 5:0          | 0:3        | 0:0                | 0:1            | 0:2             | 2:0         | 3:2         | 0:0           |                  | 2:0        | 0:0             | 2:1          | 2:2           | 2:1               | 0:0            | 0:0             | 3:0         |
| Celta Vigo          | 0:2         | 0:2                 | 0:2           | 2:4          | 0:0        | 1:2                | 0:0            | 1:1             | 0:0         | 0:0         | 2:1           | 2:1              |            | 1:0             | 3:2          | 1:2           | 0:0               | 2:0            | 1:0             | 0:1         |
| Atlético Madrid     | 0:2         | 1:1                 | 0:2           | 2:0          | 2:2        | 3:1                | 2:0            | 2:1             | 3:3         | 2:4         | 2:1           | 0:1              | 0:2        |                 | 3:1          | 1:1           | 4:0               | 3:2            | 6:0             | 3:0         |
| CD Teneriffa        | 0:1         | 1:1                 | 1:4           | 2:1          | 0:0        | 1:1                | 2:0            | 1:0             | 1:1         | 1:2         | 3:0           | 3:0              | 3:0        | 1:0             |              | 2:0           | 2:2               | 3:0            | 0:0             | 4:0         |
| SD Compostela       | 1:1         | 0:1                 | 1:1           | 1:2          | 0:4        | 1:1                | 3:2            | 0:1             | 1:1         | 1:1         | 0:2           | 2:1              | 2:0        | 2:1             | 2:0          |               | 0:0               | 3:2            | 1:0             | 2:0         |
| Albacete Balompié   | 1:1         | 2:8                 | 3:1           | 2:2          | 1:1        | 1:1                | 0:3            | 1:2             | 1:0         | 1:0         | 0:1           | 2:0              | 1:1        | 2:2             | 2:1          | 1:3           |                   | 1:2            | 1:0             | 0:0         |
| Sporting Gijón      | 1:0         | 3:1                 | 1:1           | 2:1          | 3:0        | 0:0                | 1:3            | 1:1             | 1:1         | 1:0         | 1:2           | 2:3              | 0:0        | 0:2             | 1:1          | 1:1           | 3:2               |                | 1:3             | 2:2         |
| Real Valladolid     | 0:5         | 0:0                 | 0:2           | 1:3          | 0:4        | 0:4                | 2:0            | 0:1             | 2:1         | 2:0         | 1:1           | 1:1              | 1:1        | 0:1             | 1:4          | 2:0           | 1:1               | 2:0            |                 | 2:1         |
| CD Logroñés         | 1:4         | 0:1                 | 0:0           | 1:4          | 0:2        | 1:1                | 0:0            | 0:1             | 0:2         | 2:2         | 0:4           | 0:1              | 0:3        | 0:0             | 4:2          | 0:4           | 1:1               | 1:3            | 0:0             |             |

### Relegation
| Datum                 |              | Gesamt |                   | Hinspiel | Rückspiel |
| --------------------- | ------------ | ------ | ----------------- | -------- | --------- |
| 21. und 27. Juni 1995 | UD Salamanca | 5:2    | Albacete Balompié | 0:2      | 5:0 n. V. |
| 22. und 28. Juni 1995 | UE Lleida    | 4:5    | Sporting Gijón    | 2:2      | 2:3       |

## Nach der Saison
Internationale Wettbewerbe
- 1. – Real Madrid – UEFA Champions League
- Gewinner der Copa del Rey – Deportivo La Coruña – Europapokal der Pokalsieger
- 3. – Betis Sevilla – UEFA-Pokal
- 4. – FC Barcelona – UEFA-Pokal
- 5. – FC Sevilla – UEFA-Pokal
- Titelverteidiger des Europapokals der Pokalsieger – Real Saragossa – Europapokal der Pokalsieger

Absteiger in die Segunda División
- 20. – CD Logroñés

Aufsteiger in die Primera División
- CP Mérida
- Rayo Vallecano
- UD Salamanca

## Pichichi-Trophäe
Die Pichichi-Trophäe wird jährlich für den besten Torschützen der Spielzeit vergeben.
| Pl. | Nat.                         | Spieler         | Verein              | Tore |
| --- | ---------------------------- | --------------- | ------------------- | ---- |
| 1   | Chile                        | Iván Zamorano   | Real Madrid         | 28   |
| 2   | Bosnien und Herzegowina 1992 | Meho Kodro      | Real Sociedad       | 25   |
| 3   | Kroatien                     | Davor Šuker     | FC Sevilla          | 17   |
|     | Bosnien und Herzegowina 1992 | Vladimir Gudelj | Celta Vigo          | 17   |
| 5   | Brasilien                    | Bebeto          | Deportivo La Coruña | 16   |
|     | Argentinien                  | Juan Esnáider   | Real Saragossa      | 16   |

## Die Meistermannschaft Real Madrid
| 1.          | Real Madrid |
| Real Madrid | - Tor: Francisco Buyo (37/-); Santiago Cañizares (1/-) - Abwehr: Manolo Sanchís (37/1); Fernando Hierro (33/7); Quique Flores (30/1); Mikel Lasa (25/1); Chendo (10/1); Rafael Alkorta (9/-); Nando (1/-) - Mittelfeld: José Emilio Amavisca (37/10); Luis Enrique (35/4); Michael Laudrup (33/4); Rafael Martín Vázquez (31/2); Fernando Redondo (23/1); Luis Milla (20/-); Míchel (13/2); Sandro (13/-); Alberto Marcos (3/-); Alberto Rivera (1/1) - Sturm: Iván Zamorano (38/28); Raúl (28/9); Alfonso Pérez (16/2); Emilio Butragueño (8/1); Peter Dubovský (5/1); Dani (1/-) - Trainer: Jorge Valdano |